# Клей (округ, Миссури)
Округ Клей (англ. Clay County) — округ штата Миссури, США. Население округа на 2009 год составляло 228 358 человек. Административный центр округа — город Либерти.

## История
Округ Клей основан в 1822 году.

## География
Округ занимает площадь 1025.6 км2.

## Демография
Согласно оценке Бюро переписи населения США, в округе Клей в 2009 году проживало 228 358 человек. Плотность населения составляла 222.7 человек на квадратный километр.